# Herb Polkowic
Herb Polkowic – jeden z symboli miasta Polkowice i gminy Polkowice w postaci herbu.

## Wygląd i symbolika
Herb miasta i gminy Polkowice przedstawia na tarczy typu hiszpańskiego w czerwonym polu dwie białe (srebrne) wieże z czterema czarnymi otworami okiennymi na każdej z nich. Wieże zwieńczone są spiczastymi dachami błękitnej barwy z białymi (srebrnymi) kulami na szczytach. Między wieżami u ich podstawy widnieje biały (srebrny) fragment muru, ponad którym osadzony został biały (srebrny) hełm garnczkowy zwieńczony żółtą (złotą) płytką z wizerunkiem czarnego półorła z białą przepaską w kształcie półksiężyca otoczoną wieńcem pawich piór żółtej (złotej) barwy z czarnymi oczkami. Ponad hełmem, między wieżami widnieje biały (srebrny) łuk gotycki zwieńczony kwiatonem w kształcie lilii.

## Historia
Herb, który został ustalony w statucie miasta 27 marca 2003 nawiązywał do historycznej wersji herbu z 1291 roku. Przedstawiał tarczę białą (srebrną) z żółtą bordiurą. Na tarczy umieszczono czerwony mur miejski, posiadający czarne żyłowanie oraz dwie czerwone blankowane wieże pokryte trójkątnymi dachami, zakończone gałkami. Ponad murem, między wieżami mieścił się hełm rycerski barwy szarej, posiadający pióropusz (pióra barwy niebieskiej, złotej i czerwonej), umieszczony jest pod gotycką arkadą. Nad tarczą herbową widniała corona muralis, barwy czerwonej, posiadająca trzy wieże, z lewej i prawej strony tarczy herbowej umieszczono labry, tarczę opasano od dołu oraz z lewej i prawej strony wieńcem z zielonych liści, opasanym niebiesko-żółtą wstęgą.
Herb z okresu PRL przedstawiał czako górnicze w miejscu szyszaka w herbie historycznym oraz umieszczonego dodatkowo na murze orła białego bez korony.

Historyczne herby Polkowic
Herb przedwojenny
Herb z okresu PRL
Herb pełny (1991-2022)
Herb uproszczony (1991-2022)
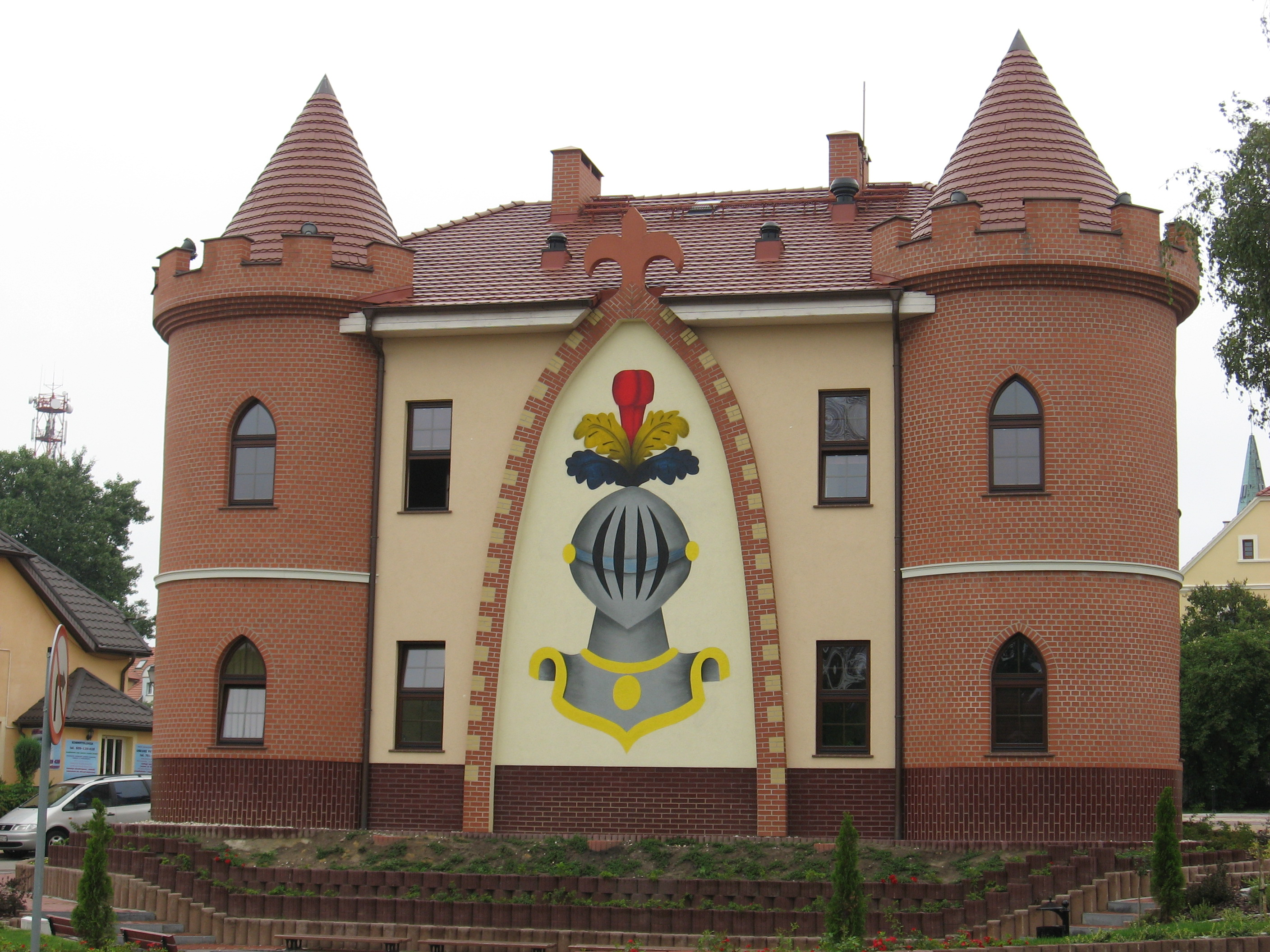
Herb z lat 1991-2022 na siedzibie Związku Gmin Zagłębia Miedziowego